# Trận hồ Chudskoe
Trận hồ Chudskoe, hoặc là Trận đánh trên băng giá (tiếng Nga: Ледовое побоище,;edovoye poboish`ye; tiếng Đức: Schlacht auf dem Eise; tiếng Estonia: Jäälahing; tiếng Latvia: Ledus kauja), còn được gọi là Trận hồ Peipus (tiếng Đức: Schlacht auf dem Peipussee; tiếng Nga: битва на Чудском озере, bitva na Chudskom ozere), là một trong hai trận đánh vẻ vang nhất của Vương công Aleksandr Yaroslavich Nevsky xứ Novgorod.
Nevsky, với tài trí của ông, đã chọn hồ Chudskoe làm nơi giao chiến giữa các chiến binh Cộng hòa Novgorod của ông với nhánh Livonia của Giáo binh đoàn Đức, tức các Hiệp sĩ Teuton (đoàn quân của họ phần lớn là người Estonia) vào ngày 5 tháng 4 năm 1242. Trận đánh kết thúc với chiến bại toàn diện của quân Hiệp sĩ Teuton. Điểm nổi bật của trận chiến này là hai bên chủ yếu giao tranh trên cái hồ bị đóng băng. Được xem như một trong những trang sử rạng rỡ nhất trong lịch sử nước Nga, chiến thắng hiển hách góp phần củng cố tiếng tăm lừng lẫy của Aleksandr Y. Nevsky. Sau này, Liên Xô (cũ) đã làm bộ phim Aleksandr Nevsky để đề cao chiến thắng vẻ vang này như một biểu tượng của tinh thần kháng chiến của người Nga chống lại sự xâm lược của người Đức.
Ban đầu quân tinh nhuệ Teuton đã tổ chức công kích ác liệt, và quân Novgorod kháng cự lại. Nhiều chiến binh Teuton đã hy sinh, thế rồi họ chọc thủng được trung quân Novgorod. A. Y. Nevsky tiến hành một cuộc cơ động bên sườn, bao vây quân Teuton, và sau đó, ông phát lệnh phản công. Quân Teuton bị đánh tơi tả, và phải tháo chạy tứ tán, khiến cho trận này trở thành một thất bại nặng nề của Thập Tự Quân Công giáo Rôma trong Thập tự chinh phương Bắc chống lại những người theo Đa Thần giáo và tín đồ Ki-tô giáo theo Chính Thống giáo Đông phương. Trong thảm cảnh, nhiều chiến binh Teuton đã ngã xuống hy sinh trước khi có thể tháo chạy ra bờ hồ và trốn vào rừng.

## Ý nghĩa lịch sử
Chiến thắng lừng lẫy của trận chiến này đóng vai trò rất hệ trọng trong lịch sử Nga, đưa Vương công Nevsky trở thành một vị anh hùng dân tộc, bảo vệ nước Nga chống lại ngoại xâm. Thất bại của Thập Tự Quân trong trận chiến này đã kết liễu các chiến dịch của họ phạt nước Cộng hòa Novgorod tôn sùng Chính Thống giáo Đông phương và các lãnh thổ khác của Nga trong suốt một thế kỷ sau đó. Do đó, công tích hào hùng này góp phần khiến cho Nevsky được Giáo hội Chính Thống giáo Đông phương phong Thánh.
Đại thắng của A. Y. Nevsky là nhờ sự quyết đoán của ông: ông đã nhanh chóng triệu tập những lực lượng tinh nhuệ, trong đó có các cung thủ người Mông Cổ và Thổ Nhĩ Kỳ để chống nhau với quân Thập Tự Chinh xâm lấn. Sau thắng lợi quang vinh, ông vẫn tỏ ra là một vị thống soái xuất sắc, và thậm chí còn là một nhà chính trị điêu luyện hơn cả. Thắng lớn như vậy nhưng ông không xâm lược vào lãnh thổ của quân Thập Tự Chinh, vì ông biết rằng, các Hiệp sĩ Teuton hãy còn hùng mạnh, cho dầu trong một thời gian nhất định thì họ bị tan nát với chiến thắng thê thảm trên hồ Chudskoe, vả lại quân Thập Tự Chinh có nhiều đạo quân đồn trú lớn ở ven biển Baltic. Nhưng trên hết điều mà Nevsky lo nghĩ hơn cả chính là người Mông Cổ. Cuối cùng, ông đã đặt ra những điều khoản phóng khoáng, mà quân Thập Tự Chinh liền chấp thuận. Trong những năm sau, lãnh địa của ông được thái bình thịnh trị, ngoại trừ một cuộc tấn công của người Nga vào bộ lạc Emi ở phía Nam Phần Lan vào năm 1256.
Đối với xứ Novgorod, cuộc Thập Tự Chinh của các Hiệp sĩ Teuton vào các năm 1240 - 1242 cho thấy một mình dân chúng thành phố không thể nào kháng chiến nổi. Do đó, họ nhận thấy tầm quan trọng của một lãnh chúa như Nevsky là không thể thiếu được.
Tuy nhiên, nền hòa bình với quân Thập Tự Chinh không có nghĩa là hòa bình ở biên giới Tây Bắc Nga. Dân Litva - bấy giờ vẫn còn theo Đa Thần giáo, trở thành một mối đe dọa nghiêm trọng đối với người Nga, bất chấp chiến thắng của Nevsky ba lần đánh bại quân xâm lược Litva.
Trên thực tế, những chiến thắng vẻ vang của Nevsky đánh thắng quân Thụy Điển trong trận sông Neva và đánh thắng Giáo binh đoàn Đức trong trận hồ Chudskoe chỉ có ý nghĩa lớn lao đối với địa phương. Biên niên sử Hypatius ở miền Nam Nga, ghi chép rằng "không có gì xảy ra" trong cả năm 1240 lẫn năm 1242. Tuy nhiên, điều ấy không làm cho các nhà chép sử về sau, như tác giả cuốn Cuộc đời Aleksandr Nevsky, làm nên khúc trường ca oanh liệt về chiến thắng của Nevsky. Có lẽ họ tôn vinh vậy để "an ủi" cho những người bất bình vì sự hợp tác với quân xâm lược Mông Cổ của Nevsky. Thư tịch Cuộc đời của Aleksandr Nevsky miêu tả quân Thập Tự Chinh Công giáo như một kình địch tàn nhẫn, trong khi người Mông Cổ được mô tả khá tích cực.